# 高斯-卢卡斯定理
高斯-卢卡斯定理，又称卢卡斯定理，该定理描述了複系数多项式的一个性质：多项式导数的根一定在原多项式的根所构成的凸包内。
这一结论曾在1836年被高斯直接使用，1874年由菲利克斯·盧卡斯证明。

## 动机
二次多项式{\displaystyle P(x)=ax^{2}+bx+c} 的导数{\displaystyle P'}的根为原多项式{\displaystyle P}的两个根的平均数。
同样地，如果一个 {\displaystyle n}次多项式有 {\displaystyle n} 个两两不同的实值零点{\displaystyle x_{1}<x_{2}<...<x_{n}}，根据罗尔定理，其导数的每个零点都位于区间 {\displaystyle [x_{1},x_{n}]}之中。
高斯-卢卡斯定理可以看成这一性质在复系数多项式上的推广。

## 表述
设 {\displaystyle P} 是一个非常数的複系数多项式，那么{\displaystyle P'}的所有根都属于由{\displaystyle P}的根构成的凸包。

## 证明
将多项式函数P写成复数下的不可约形式：{\displaystyle P(z)=c\prod _{i=1}^{r}(z-a_{i})^{n_{i}}} ，其中复数{\displaystyle c} 是多项式的主系数、{\displaystyle a_{i}} 是多项式的根、{\displaystyle n_{i}} 为各个根的重数。

首先注意到：
假设复数{\displaystyle z}满足：
因此：
 乘以共轭取模
写成如下形式：
此时，可以将{\displaystyle z}看成是{\displaystyle n}个位于 {\displaystyle a_{i}}的质点的重心，因此在其构成的凸包内。
另一种{\displaystyle P(z)=0}情况下的证明是显然的。

## 相关定理
- Théorème de Marden
- 施图姆定理
- Conjecture d'Iliev-Sendov